# Lespesia fulvipalpis
Lespesia fulvipalpis là một loài ruồi trong họ Tachinidae.